# هيئة المنظمين الأوروبيين للاتصالات الإلكترونية
هيئة المنظمين الأوروبيين للاتصالات الإلكترونية (بالإنجليزية: Body of European Regulators for Electronic Communications)‏ والمعروفة اختصارااً بـ BEREC هي الهيئة التي يعمل فيها المنظمون لأسواق الاتصالات في الاتحاد الأوروبي معًا. المشاركون الآخرون هم ممثلو المفوضية الأوروبية بالإضافة إلى منظمي الاتصالات من الدول الأعضاء في المنطقة الاقتصادية الأوروبية والدول التي هي في طور الانضمام إلى الاتحاد الأوروبي.
تأسست الهيئة عام 2009 كجزء من حزمة إصلاح الاتصالات. في العام 2018 تم تعديل التنظيم الخاص بتأسيس الهيئة لتأخذ شكلها الحالي.
لدى الهيئة مجلس منظمين يشارك فيه المنظمون الوطنيون للاتصالات الذين يتم دعم أنشطتهم من قبل مكتب الهيئة الذي يوفر مجموعة من المهام بما في ذلك الدعم الإداري. يقع مقر هيئة منظمي الاتصالات الإلكترونية في ريغا عاصمة لاتفيا.
بدأت الهيئة أنشطتها في يناير 2010. وتتمثل مهمتها في المساهمة في تطوير السوق الأوروبية الداخلية لشبكات وخدمات الاتصالات الإلكترونية للتأكد من أنها تعمل بشكل جيد لصالح المستهلكين والشركات على حد سواء. ولتحقيق ذلك تلعب الهيئة دورين رئيسيين، الأول هو ضمان تطبيق الإطار التنظيمي للاتحاد الأوروبي بشكل متسق في جميع أنحاء الاتحاد، والثاني هو الترويج لسوق داخلي فعال لقطاع الاتصالات.
بالإضافة إلى ذلك وبصفتها هيئة خبراء، تساعد الهيئة المفوضية الأوروبية والسلطات التنظيمية الوطنية في تنفيذ الإطار التنظيمي للاتحاد الأوروبي وتقدم المشورة للمؤسسات التشريعية الأوروبية بالإضافة إلى الدعم على المستوى الأوروبي من أجل المهام التنظيمية التي تقوم بها الهيئات التنظيمية الوطنية على المستوى الوطني.